# Flèche wallonne féminine 2016
Cet article concerne l'édition féminine de la Flèche wallonne. Pour la course masculine, voir Flèche wallonne 2016.
La 19e édition de la Flèche wallonne féminine a lieu le 20 avril 2016. C'est la sixième épreuve de l'UCI World Tour féminin 2016. Comme l'année précédente, c'est la Néerlandaise Anna van der Breggen de la formation Rabo Liv Women qui s'impose. Elle devance sa compagnonne d'échappée : l'Américaine Evelyn Stevens de l'équipe Boels Dolmans. La championne des États-Unis Megan Guarnier permet à cette dernière équipe de placer deux coureuses sur le podium.

## Équipes
Vingt-trois équipes UCI prennent le départ, ainsi que deux sélections nationales.
| Équipes féminines professionnelles (23)- Alé Cipollini - Astana Women's - BePink - Bizkaia-Durango - Boels Dolmans - BTC City Ljubljana - Canyon-SRAM Racing - Cervélo Bigla - Cylance - Hitec Products - Inpa-Bianchi - Lares-Waowdeals Women - Lensworld-Zannata - Liv-Plantur - Lointek - Lotto Soudal Ladies - Orica-AIS - Parkhotel Valkenburg - Poitou-Charentes.Futuroscope.86 - Rabo Liv Women - Servetto Footon - Topsport Vlaanderen-Etixx - Wiggle High5 Équipes nationales (2)- France - Australie |
| |

## Parcours

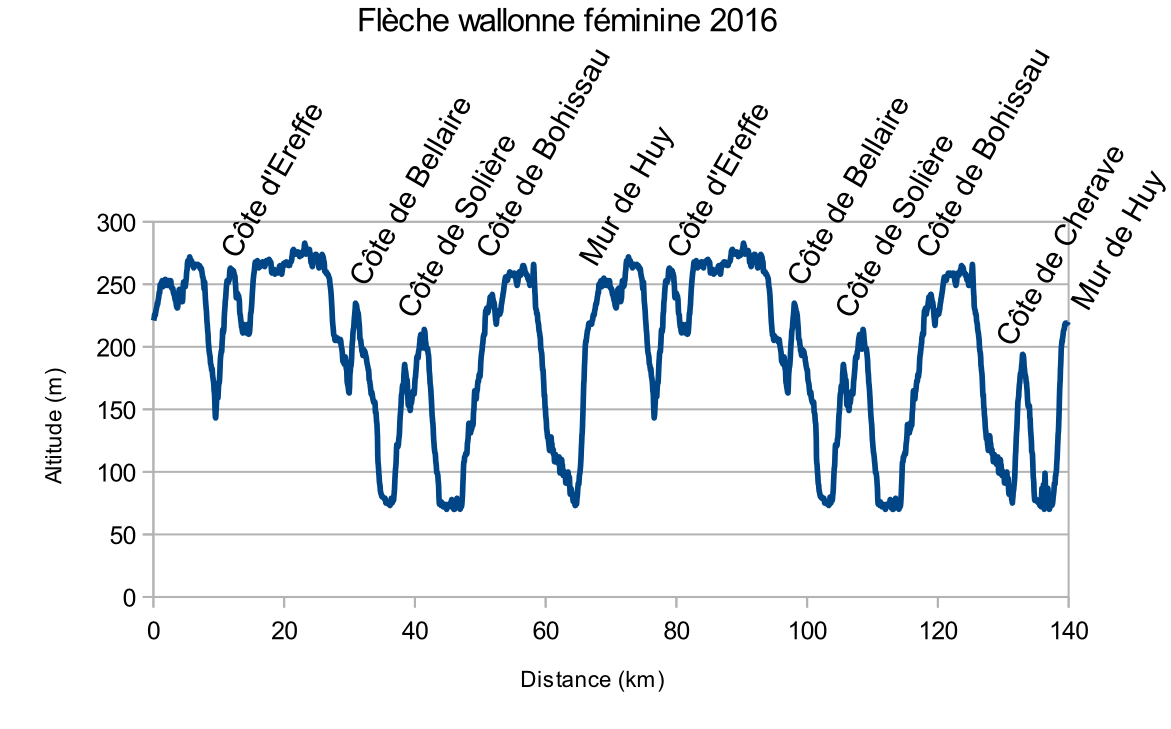
Profil de la course

Le parcours est long de 137 km, soit seize de plus que l'année précédente. La Côte de Solières fait également son apparition.
Onze côtes sont répertoriées pour cette édition ,:
| Num | Nom              | km    | Longueur (m) | Pente moyenne | km de l'arrivée |
| --- | ---------------- | ----- | ------------ | ------------- | --------------- |
| 1   | Côte d'Ereffe    | 11,5  | 2 100        | 5 %           | 125,5           |
| 2   | Côte de Bellaire | 31    | 1 000        | 6,3 %         | 106             |
| 3   | Côte de Bohissau | 38    | 1 300        | 7,6 %         | 129             |
| 4   | Côte de Solières | 51    | 4 300        | 4 %           | 86              |
| 5   | Mur de Huy       | 65    | 1 300        | 9,6 %         | 72              |
| 6   | Côte d'Ereffe    | 78    | 2 100        | 5 %           | 59              |
| 7   | Côte de Bellaire | 97    | 1 000        | 6,3 %         | 40              |
| 8   | Côte de Bohissau | 104,8 | 1 300        | 7,6 %         | 32,2            |
| 9   | Côte de Solières | 117   | 4 300        | 4 %           | 20              |
| 10  | Côte de Cherave  | 131   | 1 300        | 8,1 %         | 6               |
| 11  | Mur de Huy       | 137   | 1 300        | 9,6 %         | 0               |

## Favorites
Les principales favorites de cette Flèche wallonne féminine 2016 sont la Néerlandaise Marianne Vos de l'équipe Rabo Liv Women, quintuple vainqueurs de l'épreuve, mais qui effectue son retour à la compétition cette année. C'est sa première compétition World Tour. La question de son véritable niveau est donc posée. Elle est assistée dans son équipe de la tenante du titre Anna van der Breggen et de la vainqueur 2014 Pauline Ferrand-Prévot. L'autre favorite est Lizzie Armitstead qui a gagné trois manches du World Tour sur cinq disputées. Son équipe, la Boels Dolmans, peut compter sur la vainqueur 2012 Evelyn Stevens ainsi que sur Megan Guarnier qui a montré sa forme lors de l'Emakumeen Saria et de l'Emakumeen Euskal Bira. La formation Wiggle High5 présente la Suédoise Emma Johansson, vainqueur de l'Emakumeen Euskal Bira, et l'Italienne Elisa Longo Borghini au départ et est donc candidate à la victoire. Les autres prétendantes sont : Alena Amialiusik pour l'équipe Canyon SRAM Racing, Jolanda Neff pour Servetto-Footon, Ashleigh Moolman-Pasio pour la Cervélo Bigla et Katrin Garfoot pour Orica-AIS.

## Récit de la course

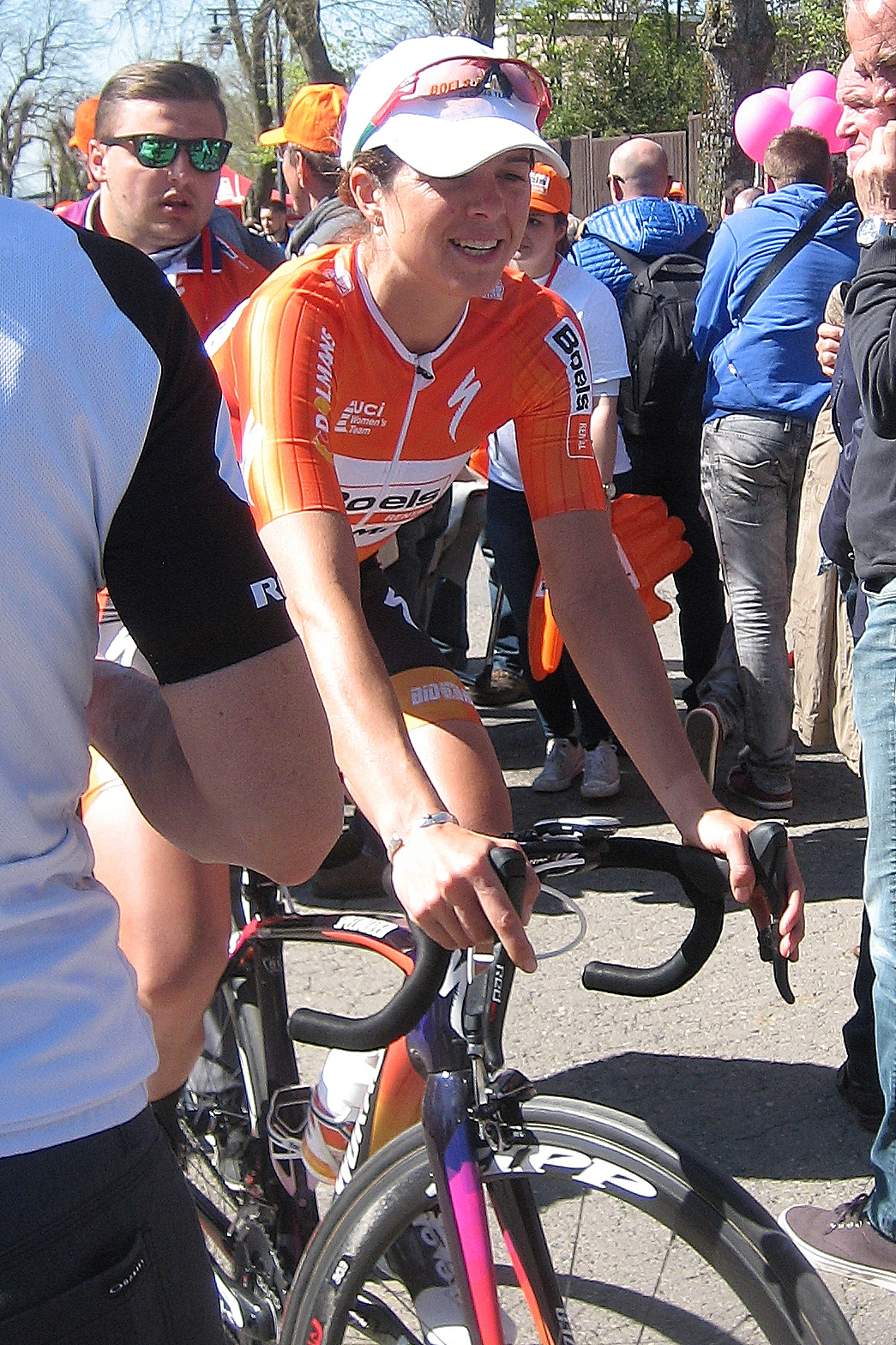
Evelyn Stevens, deuxième, après l'arrivée

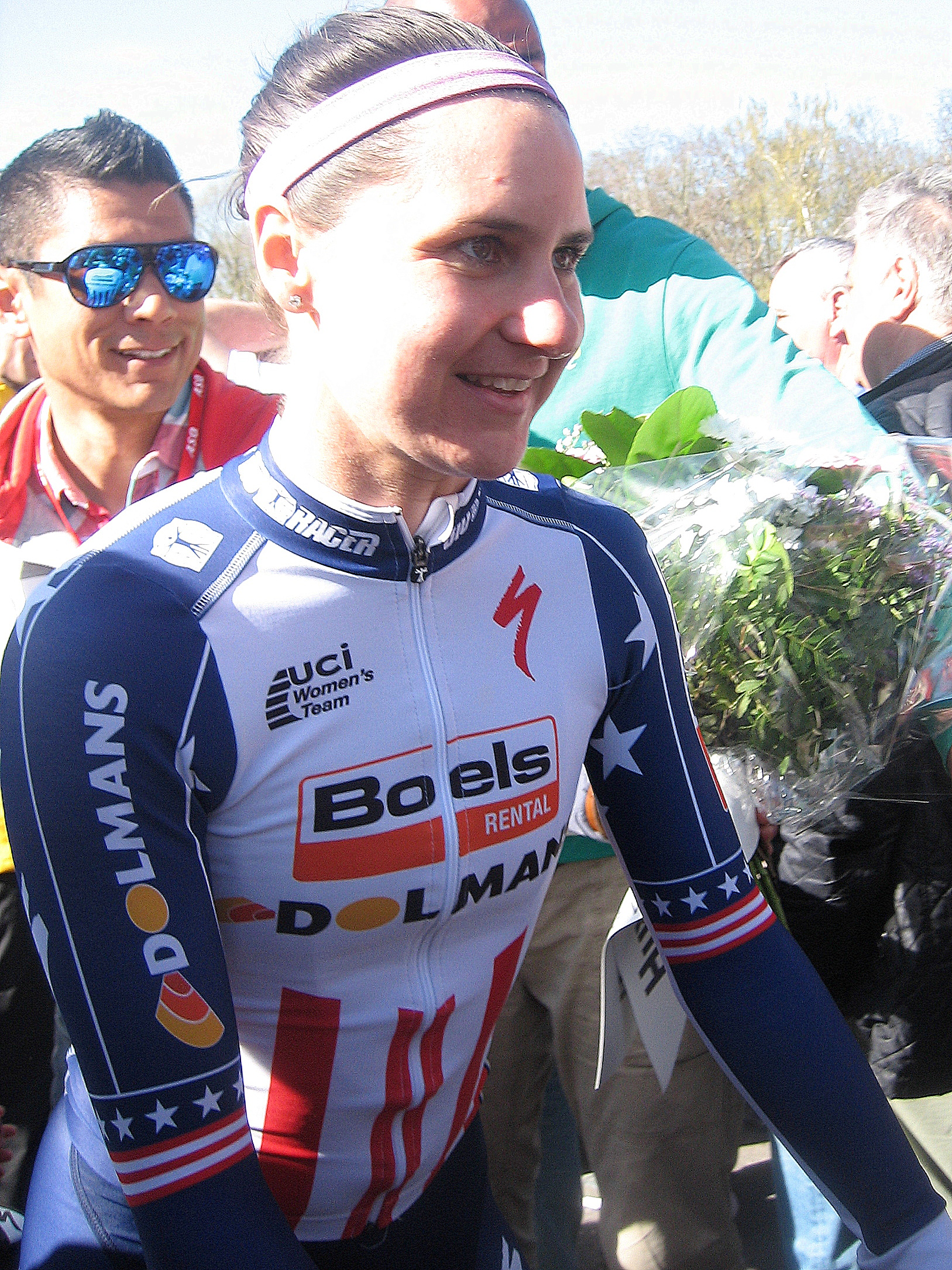
Megan Guarnier se classe troisième

Au bout de dix kilomètres, une échappée de sept coureuses se détache. Il s'agit d'Emilia Fahlin, Lex Albrecht, Ann-Sophie Duyck, Jessica Allen, Cecilie Gotaas Johnsen, Sheyla Gutiérrez et Katia Ragusa. Dans le peloton une chute se produit, Amber Neben et Saartje Vandenbroucke sont contraintes à l’abandon. Alors qu'elles sont presque reprises au premier passage de la côte d'Ereffe, l'écart repart à la hausse et atteint trois minutes et quinze secondes à la côte de Bohisseau. Au deuxième passage de la côte d'Efeffe, l'équipe Rabo Liv commence véritablement la poursuite. L'échappée est reprise aux alentours du centième kilomètre. La seconde ascension de la côte de Bohisseau réalise une sélection parmi les coureuses. Carmen Small attaque en haut de la côte de Solière. Elle commence la côte de Cherave en tête, mais s'y fait reprendre. Sept athlètes se détachent dans cette montée : Anna van der Breggen, Katarzyna Niewiadoma, Evelyn Stevens, Megan Guarnier, Elisa Longo Borghini, Alena Amialiusik et Katrin Garfoot. Sur le replat, la première place une accélération. Elle est marquée par Evelyn Stevens. Elles arrivent au pieds du mur de Huy avec vingt secondes d'avance sur les cinq autres femmes. Dans l'ascension, la Néerlandaise décroche à trois reprises l'Américaine, mais cette dernière parvient toujours à revenir dans le sillage. Toutefois, quand Anna van der Breggen prend pour la quatrième fois un avantage, il est décisif. Elle remporte donc pour la deuxième fois consécutive la Flèche wallonne devant Evelyn Stevens. Megan Guarnier vient compléter le podium,.

## Classements

### Classement final
| Classement final | Classement final     | Classement final | Classement final   | Classement final   |
|                  | Coureur              | Pays             | Équipe             | Temps              |
| ---------------- | -------------------- | ---------------- | ------------------ | ------------------ |
| 1er              | Anna van der Breggen | Pays-Bas         | Rabo Liv Women     | en 3 h 50 min 36 s |
| 2e               | Evelyn Stevens       | États-Unis       | Boels Dolmans      | +8 s               |
| 3e               | Megan Guarnier       | États-Unis       | Boels Dolmans      | +22 s              |
| 4e               | Katarzyna Niewiadoma | Pologne          | Rabo Liv Women     | +23 s              |
| 5e               | Elisa Longo Borghini | Italie           | Wiggle High5       | +25 s              |
| 6e               | Alena Amialiusik     | Biélorussie      | Canyon-SRAM Racing | +38 s              |
| 7e               | Emma Johansson       | Suède            | Wiggle High5       | +43 s              |
| 8e               | Katrin Garfoot       | Australie        | Orica-AIS          | +45 s              |
| 9e               | Marianne Vos         | Pays-Bas         | Rabo Liv Women     | +48 s              |
| 10e              | Jolanda Neff         | Suisse           | Servetto Footon    | +48 s              |
| modifier         |                      |                  |                    |                    |

### UCI World Tour
| Position           | 1er | 2e  | 3e | 4e | 5e | 6e | 7e | 8e | 9e | 10e | 11e | 12e | 13e | 14e | 15e | 16e | 17e | 18e | 19e | 20e |
| Classement général | 120 | 100 | 85 | 70 | 60 | 50 | 40 | 35 | 30 | 25  | 20  | 18  | 16  | 14  | 12  | 10  | 8   | 6   | 4   | 2   |

## Bilan et réactions
Anna van der Breggen est naturellement très heureuse de s'imposer une seconde fois. Elle déclare : « La première victoire ici était bien, mais la seconde est peut-être meilleure » et « Le sprint vers la ligne avec Evelyn était très tendu. Le Mur de Huy est un monstre (comprendre dur), mais je me sentais forte ». Evelyn Stevens explique qu'après la côte de Cherave, elle était responsable du marquage d'Anna van der Breggen tandis que Megan Guarnier l'était de celui de Katarzyna Niewiadoma. L'attaque de la Néerlandaise était très tranchante, et malgré son anticipation, Evelyn Stevens a eu des difficultés à revenir dans la roue. Elle s'excuse auprès de ses coéquipières, qui ont tant travaillé, de ne pas avoir gagné. Elle se dit très déçue parce que « Personne ne s'entraîne pour faire second. Nous sommes venues ici pour gagner aujourd'hui, et c'est ce que je voulais faire ». Quelques heures plus tard, elle montre un minimum de satisfaction, cette performance marquant pour elle un retour au premier plan.

## Liste des participants
| Légende | Légende                                                                    | Légende | Légende                                                    |
| ------- | -------------------------------------------------------------------------- | ------- | ---------------------------------------------------------- |
| Num     | Dossard de départ porté par le coureur sur cette Flèche wallonne féminine  | Pos     | Position à l'arrivée de la course                          |
|         | Indique un maillot de champion national ou mondial, suivi de sa spécialité | NP      | Indique un coureur qui n'a pas pris le départ de la course |
| AB      | Indique un coureur qui n'a pas terminé la course                           | HD      | Indique un coureur qui a terminé la course hors des délais |

| Rabo Liv Women RBW                  | Rabo Liv Women RBW                   | Rabo Liv Women RBW |
| ----------------------------------- | ------------------------------------ | ------------------ |
| Num                                 | Coureur                              | Pos                |
| 1                                   | Anna van der Breggen (NED)           | 24e                |
| 2                                   | Lucinda Brand (NED) (route)          | AB?                |
| 4                                   | Pauline Ferrand-Prévot (FRA) (route) | 30e                |
| 5                                   | Katarzyna Niewiadoma (POL)           | 4e                 |
| 6                                   | Marianne Vos (NED)                   | 9e                 |
| 8                                   | Roxane Knetemann (NED)               | 39e                |
| Directeur sportif : Koos Moerenhout |                                      |                    |

| Orica-AIS OGE                  | Orica-AIS OGE              | Orica-AIS OGE |
| ------------------------------ | -------------------------- | ------------- |
| Num                            | Coureur                    | Pos           |
| 11                             | Annemiek Van Vleuten (NED) | 14e           |
| 12                             | Gracie Elvin (AUS)         | 40e           |
| 13                             | Katrin Garfoot (AUS)       | 8e            |
| 14                             | Rachel Neylan (AUS)        | 15e           |
| 15                             | Amanda Spratt (AUS)        | 23e           |
| 16                             | Tayler Wiles (USA)         | 34e           |
| Directeur sportif : Gene Bates |                            |               |

| Boels Dolmans DLT              | Boels Dolmans DLT                  | Boels Dolmans DLT |
| ------------------------------ | ---------------------------------- | ----------------- |
| Num                            | Coureur                            | Pos               |
| 21                             | Elizabeth Armitstead (GBR) (route) | 28e               |
| 22                             | Karol-Ann Canuel (CAN)             | 17e               |
| 23                             | Megan Guarnier (USA) (route)       | 3e                |
| 24                             | Katarzyna Pawłowska (POL)          | 50e               |
| 25                             | Evelyn Stevens (USA)               | 2e                |
| 26                             | Ellen van Dijk (NED)               | 38e               |
| Directeur sportif : Danny Stam |                                    |                   |

| Cervélo Bigla CBT                  | Cervélo Bigla CBT                | Cervélo Bigla CBT |
| ---------------------------------- | -------------------------------- | ----------------- |
| Num                                | Coureur                          | Pos               |
| 31                                 | Ashleigh Moolman-Pasio (RSA)     | AB                |
| 32                                 | Clara Koppenburg (GER)           | ?                 |
| 33                                 | Lotta Lepistö (FIN) (route)      | AB                |
| 34                                 | Joëlle Numainville (CAN) (route) | 29e               |
| 35                                 | Carmen Small (USA)               | 12e               |
| 36                                 | Stephanie Pohl (GER)             | 61e               |
| Directeur sportif : Thomas Campana |                                  |                   |

| Canyon-SRAM Racing LPR          | Canyon-SRAM Racing LPR         | Canyon-SRAM Racing LPR |
| ------------------------------- | ------------------------------ | ---------------------- |
| Num                             | Coureur                        | Pos                    |
| 41                              | Alena Amialiusik (BLR) (route) | 6e                     |
| 42                              | Lisa Brennauer (GER)           | 31e                    |
| 43                              | Elena Cecchini (ITA) (route)   | 19e                    |
| 44                              | Tiffany Cromwell (AUS )        | 37e                    |
| 45                              | Alexis Ryan (USA )             | 32e                    |
| 46                              | Hannah Barnes (GBR)            | 106e                   |
| Directeur sportif : Ronny Lauke |                                |                        |

| Wiggle High5 WHT                    | Wiggle High5 WHT              | Wiggle High5 WHT |
| ----------------------------------- | ----------------------------- | ---------------- |
| Num                                 | Coureur                       | Pos              |
| 51                                  | Emma Johansson (SWE) (route)  | 7e               |
| 52                                  | Audrey Cordon (FRA)           | 36e              |
| 53                                  | Mayuko Hagiwara (JPN) (route) | 45e              |
| 54                                  | Danielle King (GBR)           | 25e              |
| 55                                  | Elisa Longo Borghini (ITA)    | 5e               |
| 56                                  | Anna Sanchis (ESP) (route)    | AB               |
| Directeur sportif : Egon van Kessel |                               |                  |

| Parkhotel Valkenburg PHV             | Parkhotel Valkenburg PHV   | Parkhotel Valkenburg PHV |
| ------------------------------------ | -------------------------- | ------------------------ |
| Num                                  | Coureur                    | Pos                      |
| 61                                   | Janneke Ensing (NED)       | 18e                      |
| 62                                   | Eva Buurman (NED)          | 57e                      |
| 63                                   | Jermaine Post (NED)        | 55e                      |
| 64                                   | Pauliena Rooijakkers (NED) | 46e                      |
| 65                                   | Hanna Solovey (UKR)        | 43e                      |
| 68                                   | Esra Tromp (NED)           | 78e                      |
| Directeur sportif : Levinus Huenders |                            |                          |

| Liv-Plantur TLP                  | Liv-Plantur TLP       | Liv-Plantur TLP |
| -------------------------------- | --------------------- | --------------- |
| Num                              | Coureur               | Pos             |
| 72                               | Leah Kirchmann (CAN)  | 21e             |
| 73                               | Riejanne Markus (NED) | 60e             |
| 74                               | Rozanne Slik (NED)    | 51e             |
| 75                               | Carlee Taylor (AUS)   | 35e             |
| 76                               | Molly Weaver (GBR)    | ?               |
| 79                               | Kyara Stijns (NED)    | 113e            |
| Directeur sportif : Dirk Reuling |                       |                 |

| Servetto Footon SEF               | Servetto Footon SEF           | Servetto Footon SEF |
| --------------------------------- | ----------------------------- | ------------------- |
| Num                               | Coureur                       | Pos                 |
| 81                                | Jolanda Neff (SUI)            | 10e                 |
| 82                                | Nicole Brandli (SUI)          | 22e                 |
| 83                                | Molly Meyvisch (BEL)          | AB                  |
| 84                                | Anna Potokina (RUS)           | 81e                 |
| 85                                | Katia Ragusa (ITA)            | AB                  |
| 86                                | Maria Vittoria Sperotto (ITA) | AB                  |
| Directeur sportif : Dario Rossino |                               |                     |

| Cylance CPC                        | Cylance CPC                   | Cylance CPC |
| ---------------------------------- | ----------------------------- | ----------- |
| Num                                | Coureur                       | Pos         |
| 91                                 | Rossella Ratto (ITA )         | AB          |
| 93                                 | Kristabel Doebel-Hickok (USA) | 54e         |
| 94                                 | Sheyla Gutierrez Ruiz (ESP)   | ?           |
| 95                                 | Doris Schweizer (SUI)         | 99e         |
| 96                                 | Alison Tetrick (USA)          | 71e         |
| 98                                 | Valentina Scandolara (ITA )   | 100e        |
| Directeur sportif : Manel Lacambra |                               |             |

| Hitec Products HPU               | Hitec Products HPU           | Hitec Products HPU |
| -------------------------------- | ---------------------------- | ------------------ |
| Num                              | Coureur                      | Pos                |
| 101                              | Miriam Bjornsrud (NOR)       | 95e                |
| 102                              | Charlotte Becker (GER)       | 80e                |
| 103                              | Tatiana Guderzo ( ITA)       | 33e                |
| 104                              | Cecilie Gotaas Johnsen (NOR) | 73e                |
| 105                              | Lauren Kitchen ( AUS)        | 27e                |
| 106                              | Ingrid Lorvik ( NOR)         | 96e                |
| Directeur sportif : Bart Lismont |                              |                    |

| Alé Cipollini ALE                        | Alé Cipollini ALE              | Alé Cipollini ALE |
| ---------------------------------------- | ------------------------------ | ----------------- |
| Num                                      | Coureur                        | Pos               |
| 111                                      | Ane Santesteban Gonzalez (ESP) | 16e               |
| 112                                      | Emilia Fahlin (SWE)            | 83e               |
| 113                                      | Małgorzata Jasińska (POL)      | 13e               |
| 114                                      | Dalia Muccioli (ITA)           | 69e               |
| 115                                      | Ellen Skerritt (AUS)           | AB                |
| 119                                      | Anna Trevisi (ITA)             | AB                |
| Directeur sportif : Fortunato Lacquaniti |                                |                   |

| Poitou Charentes Futuroscope 86 FUT | Poitou Charentes Futuroscope 86 FUT | Poitou Charentes Futuroscope 86 FUT |
| ----------------------------------- | ----------------------------------- | ----------------------------------- |
| Num                                 | Coureur                             | Pos                                 |
| 121                                 | Annabelle Dreville (FRA)            | 104e                                |
| 123                                 | Charlotte Bravard (FRA)             | 76e                                 |
| 124                                 | Séverine Eraud (FRA)                | 79e                                 |
| 125                                 | Greta Richioud (FRA)                | 103e                                |
| 126                                 | Amélie Rivat (FRA)                  | 84e                                 |
| 129                                 | Victorie Guilman (FRA)              | 109e                                |
| Directeur sportif : Nicolas Marche  |                                     |                                     |

| BTC City Ljubljana BTC           | BTC City Ljubljana BTC        | BTC City Ljubljana BTC |
| -------------------------------- | ----------------------------- | ---------------------- |
| Num                              | Coureur                       | Pos                    |
| 131                              | Eugenia Bujak (POL) (route)   | 26e                    |
| 132                              | Polona Batagelj (SLO) (route) | 72e                    |
| 133                              | Spela Kern (SLO)              | 91e                    |
| 134                              | Ursa Pintar (SLO)             | 52e                    |
| 135                              | Anja Plichta (SLO)            | 20e                    |
| 137                              | Jelena Eric (SRB)             | AB                     |
| Directeur sportif : Gorazd Penko |                               |                        |

| Lotto Soudal LBL                     | Lotto Soudal LBL          | Lotto Soudal LBL |
| ------------------------------------ | ------------------------- | ---------------- |
| Num                                  | Coureur                   | Pos              |
| 141                                  | Jessie Daams (BEL)        | 41e              |
| 142                                  | Sofie De Vuyst (BEL)      | 68e              |
| 143                                  | Willeke Knol (GER)        | 90e              |
| 144                                  | An-Li Kachelhoffer (RSA)  | 101e             |
| 145                                  | Claudia Lichtenberg (GER) | 11e              |
| 146                                  | Anisha Vekemans (BEL)     | 63e              |
| Directeur sportif : Dany Schoonbaert |                           |                  |

| Astana Women's ASA               | Astana Women's ASA       | Astana Women's ASA |
| -------------------------------- | ------------------------ | ------------------ |
| Num                              | Coureur                  | Pos                |
| 151                              | Tatiana Antoshina (RUS)  | 97e                |
| 152                              | Sofia Beggin (ITA)       | 102e               |
| 153                              | Kseniia Dobrynina (RUS)  | AB                 |
| 154                              | Arianna Fidanza (ITA)    | 75e                |
| 156                              | Svetlana Vasilieva (RUS) | 64e                |
| Directeur sportif : Aldo Piccolo |                          |                    |

| Bepink BPK                      | Bepink BPK              | Bepink BPK |
| ------------------------------- | ----------------------- | ---------- |
| Num                             | Coureur                 | Pos        |
| 161                             | Amber Neben (USA)       | AB         |
| 162                             | Lex Albrecht (CAN)      | 67e        |
| 163                             | Simona Bortolotti (ITA) | 118e       |
| 164                             | Ilaria Sanguineti (ITA) | 116e       |
| 165                             | Kseniya Tuhai (BLR)     | 62e        |
| 166                             | Olga Zabelinskaya (RUS) | 47e        |
| Directeur sportif : Walter Zini |                         |            |

| Lares-Waowdeals Women LWW       | Lares-Waowdeals Women LWW  | Lares-Waowdeals Women LWW |
| ------------------------------- | -------------------------- | ------------------------- |
| Num                             | Coureur                    | Pos                       |
| 171                             | Monique van de Ree (NED)   | 107e                      |
| 172                             | Dorleta Eskamendi (ESP)    | 92e                       |
| 173                             | Anna Verinika Kormos (HUN) | AB                        |
| 174                             | Alexandra Nessmar (SWE)    | 56e                       |
| 175                             | Sara Penton (SWE)          | 110e                      |
| 176                             | Sarah Rijkes (AUT)         | 74e                       |
| Directeur sportif : Marc Bracke |                            |                           |

| Lensworld-Zannata-Etixx LZE             | Lensworld-Zannata-Etixx LZE     | Lensworld-Zannata-Etixx LZE |
| --------------------------------------- | ------------------------------- | --------------------------- |
| Num                                     | Coureur                         | Pos                         |
| 181                                     | Flávia Oliveira (BRA)           | 48e                         |
| 182                                     | Alice Maria Arzuffi (ITA)       | 86e                         |
| 183                                     | Maria Giulia Confalonieri (ITA) | 87e                         |
| 184                                     | Kaat Hannes (BEL)               | 89e                         |
| 186                                     | Maaike Polspoel (BEL)           | AB                          |
| 188                                     | Oxana Kozonchuk (RUS)           | 85e                         |
| Directeur sportif : Heidi Van De Vijver |                                 |                             |

| Sélection nationale australienne  | Sélection nationale australienne | Sélection nationale australienne |
| --------------------------------- | -------------------------------- | -------------------------------- |
| Num                               | Coureur                          | Pos                              |
| 191                               | Jenelle Crooks (AUS)             | 58e                              |
| 192                               | Jessica Allen (AUS)              | 82e                              |
| 194                               | Louisa Lobigs (AUS)              | AB                               |
| 195                               | Shannon Malseed (AUS)            | AB                               |
| 196                               | Kimberley Wells (AUS)            | AB                               |
| 198                               | Nicole Moerig (AUS)              | AB                               |
| Directeur sportif : Martin Barras |                                  |                                  |

| Inpa Bianchi ISG                     | Inpa Bianchi ISG               | Inpa Bianchi ISG |
| ------------------------------------ | ------------------------------ | ---------------- |
| Num                                  | Coureur                        | Pos              |
| 201                                  | Anna Zita Maria Stricker (ITA) | 42e              |
| 202                                  | Ana Maria Covrig (ROM)         | 65e              |
| 203                                  | Claudia Cretti (ITA)           | AB               |
| 204                                  | Michela Pavin (ITA)            | 115e             |
| 205                                  | Tetiana Riabchenko (UKR)       | 44e              |
| 206                                  | Lara Vieceli (ITA)             | 24e              |
| Directeur sportif : Giuseppe Lanzoni |                                |                  |

| Sélection nationale française           | Sélection nationale française   | Sélection nationale française |
| --------------------------------------- | ------------------------------- | ----------------------------- |
| Num                                     | Coureur                         | Pos                           |
| 212                                     | Astrid Chazal (FRA)             | AB                            |
| 213                                     | Léna Gerault (FRA)              | 53e                           |
| 214                                     | Fanny Leuleu (FRA)              | 105e                          |
| 215                                     | Marlène Morel Petitgirard (FRA) | 98e                           |
| 216                                     | Emily Rochedy (FRA)             | 93e                           |
| 218                                     | Edwige Pitel (FRA)              | 49e                           |
| Directeur sportif : Sandrine Guirronnet |                                 |                               |

| Bizkaia-Durango BPD                | Bizkaia-Durango BPD                | Bizkaia-Durango BPD |
| ---------------------------------- | ---------------------------------- | ------------------- |
| Num                                | Coureur                            | Pos                 |
| 221                                | Heidi Dalton (RSA)                 | 108e                |
| 222                                | Elisabet Escusell (ESP)            | AB                  |
| 223                                | Roos Hoogeboom (NED)               | 111e                |
| 224                                | Kimberley Le Court de Billot (MRI) | 117e                |
| 225                                | Lierni Lekuona (ESP)               | 112e                |
| 226                                | Margarita López (ESP)              | AB                  |
| Directeur sportif : Denis Gonzales |                                    |                     |

| Topsport Vlaanderen-Etixx VLL    | Topsport Vlaanderen-Etixx VLL | Topsport Vlaanderen-Etixx VLL |
| -------------------------------- | ----------------------------- | ----------------------------- |
| Num                              | Coureur                       | Pos                           |
| 231                              | Fien Delbaere (BEL)           | AB                            |
| 232                              | Valerie Demey (BEL)           | 77e                           |
| 233                              | Jessy Druyts (BEL)            | 88e                           |
| 234                              | Ann-Sophie Duyck (BEL)        | 70e                           |
| 235                              | Kelly Van den Steen (BEL)     | 59e                           |
| 236                              | Saartje Vandenbroucke (BEL)   | AB                            |
| Directeur sportif : Davy Wijnant |                               |                               |

| Lointek LTK                    | Lointek LTK                 | Lointek LTK |
| ------------------------------ | --------------------------- | ----------- |
| Num                            | Coureur                     | Pos         |
| 241                            | Maria del Mar Bonnin (ESP)  | AB          |
| 242                            | Rocio del Alba Garcia (ESP) | AB          |
| 243                            | Lucia Gonzalez (ESP)        | 94e         |
| 244                            | Gloria Rodriguez (ESP)      | AB          |
| 245                            | Alba Teruel (ESP)           | 114e        |
| 246                            | Aurore Verhoeven (FRA)      | AB          |
| Directeur sportif : Dori Ruano |                             |             |

Source.